# Редигер, Александр Фёдорович
Алекса́ндр Фёдорович Ре́дигер (31 декабря 1853 (12 января 1854) — 26 января 1920) — военный и государственный деятель Российской империи, генерал от инфантерии, участник русско-турецкой войны 1877—1878 годов, член Государственного совета; с июня 1905 по март 1909 занимал пост военного министра Российской империи. Член Совета государственной обороны (1905—1909); член Государственного совета с 3 ноября 1905 года. Автор военно-научных трудов, председатель и член ряда комитетов и комиссий.

## Биография
Родился в семье генерал-лейтенанта Фёдора Филипповича Редигера (1802—1868), потомственного дворянина Великого княжества Финляндского немецкого происхождения (дед по линии отца был родом из города Ганау). Отец в то время состоял на должности директора Новгородского графа Аракчеева Кадетского корпуса, а весной 1854 года был назначен директором Брестского кадетского корпуса. Мать, Елизавета Густавовна (1824—1898) — дочь генерал-лейтенанта Густава Максимовича Шульмана (1779—1835) и его жены Шарлотты Юлианы, урождённой фон Гак (?—1895).
Учился в Финляндском кадетском, а с 1870 года — в Пажеском корпусе. В 1872 году из камер-пажей был произведён в прапорщики и назначен в лейб-гвардии Семёновский полк. В 1876 году окончил геодезическое отделение Николаевской академии Генерального штаба с малой серебряной медалью, за успехи в учёбе произведён в поручики.
Участвовал в русско-турецкой войне 1877—1878 годов. За отличия в делах против турок произведён в штабс-капитаны со старшинством с 19 декабря 1877 года. По окончании войны сдал экзамен за строевое отделение Николаевской академии Генерального штаба и был причислен к Генеральному штабу. Назначен в штаб Гвардейского корпуса, преподавал военную администрацию в академии Генерального штаба. В 1879 году произведён в капитаны, в 1891 году — в подполковники.
В 1882—1883 годах служил товарищем военного министра Болгарии русского барона А. В. Каульбарса — в чине полковника болгарской армии (с 30 августа 1883 года); ведал хозяйственной частью. Осенью 1883 года вступил в острый конфликт с князем Александром Баттенбергом и был вынужден подать в отставку (уволен указом князя 14 октября 1883 года). 4 ноября 1883 года был определён в русскую службу с назначением в распоряжение А. В. Каульбарса.
8 апреля 1884 года, на двенадцатом году офицерской службы, был произведён в полковники. 20 марта 1884 года назначен делопроизводителем Канцелярии Военного министерства, в которой служил до назначения министром: впоследствии на должности помощника начальника Канцелярии, затем начальника (с 1 января 1901 года).
С 24 октября 1884 года — профессор Николаевской академии Генерального штаба. С осени 1886 года также читал лекции по военной администрации в Николаевском кавалерийском училище. За работу «Комплектование и устройство вооруженной силы» награждён Макариевской премией.
30 августа 1893 года произведён в генерал-майоры.
20 июня 1905 года (высочайший приказ объявлен 22 июня) назначен управляющим Военным министерством. 15 июля 1905 года назначен военным министром России. Осмыслив поражения русской армии в русско-японской войне, стал одним из инициаторов военных реформ 1905—1912 годов, подготовил их план и многое сделал для их проведения. Один из немногих министров, сумевших наладить взаимные деловые отношения с центристскими и частично с правыми фракциями Государственной думы, что положительно сказывалось на быстром и успешном рассмотрении и утверждении внесённых в Думу необходимых для армии законопроектов.
Уволен рескриптом от 11 марта 1909 года в чине генерала от инфантерии. Причиной увольнения было недовольство императора одним из выступлений Редигера в Государственной думе, вызвавшим общественный резонанс (по сути дела, военный министр признал факт неудовлетворительности действующего командного состава, что немедленно вызвало нападки правой печати, писавшей об оскорблении министром всей русской армии).
С 1906 года неоднократно назначался к присутствованию в Государственном совете, где принадлежал к группе правых; уволен (в числе прочих членов Госсовета по назначению) 14 декабря 1917 года.
20 октября 1917 года покинул Петроград, со своей второй женой Ольгой Ивановной Редигер (урождённой Холщевниковой) поселился в селе Черевки Полтавской губернии, родовом имении тестя — генерала Ивана Васильевича Холщевникова; в конце января 1918 года перебрался в город Переяслав Полтавской губернии; в конце того же года — в Севастополь.
Умер в Севастополе 26 января 1920 года от кровоизлияния в мозг. Похоронен на городском кладбище Севастополя.

## Мемуары
Редигер написал довольно объёмные воспоминания (начаты в 1911 году; основной текст написан в 1917—1918 гг.; заключительная часть, относящаяся к событиям апреля 1918 г., написана в августе того же года).
Все восемь тетрадей авторской рукописи хранились в ЦГВИА СССР.
Частично записки Редигера были опубликованы в 1930-х гг. в журнале «Красный архив». Небольшой отрывок, раскрывающий обстоятельства увольнения мемуариста с поста военного министра в марте 1909 г., был опубликован в июне 1990 г. в «Военно-историческом журнале».
Первая полная публикация относится к 1999 году.

## Труды
- Унтер-офицерский вопрос в главных европейских армиях (СПб., 1880)
- Заметки по военной администрации (СПб., 1885)
- Мобилизация войск (СПб., 1886)
- Учебные записки по военной администрации (1888)
- Полевое управление нашей армии (СПб., 1890)
- Комплектование и устройство вооруженной силы (СПб., 1892—1894)
- История моей жизни. Воспоминания военного министра — М.: Канон-пресс; Кучково поле, 1999.

Под его руководством составлен общий очерк деятельности Военного министерства за 1881—1890 (СПб., 1892).

## Адреса
- 1909 — Кирочная улица, 24. Снимал весь второй этаж за 8000 рублей в год[11].

## Награды
- Орден Святой Анны 4-й степени с надписью «За храбрость» (31.03.1878)
- Орден Святого Станислава 3-й степени с мечами и бантом (30.04.1878)
- Орден Святой Анны 3-й степени (30.08.1881)
- Орден Святого Станислава 2-й степени (15.05.1883)
- Орден Святой Анны 2-й степени (30.08.1887)
- Орден Святого Владимира 4-й степени (30.08.1889)
- Орден Святого Владимира 3-й степени (30.08.1892)
- Орден Святого Станислава 1-й степени (06.12.1895)
- Орден Святой Анны 1-й степени (06.12.1899)
- Орден Святого Владимира 2-й степени (05.10.1904)
- Орден Белого орла (30.07.1905)
- Орден Святого Александра Невского (11.03.1909)
- Бриллиантовые знаки к ордену Святого Александра Невского (25.03.1912)
- Бант к ордену Святого Владимира 4-й степени (22.09.1914)
- Орден Святого Владимира 1-й степени (01.01.1916)
- Знак отличия беспорочной службы за XL лет (22.08.1915)

Иностранные:
- Орден Благородной Бухары с алмазами (1898)
- Орден Короны Бухары (1902)
- Прусский Орден Красного орла 1-й степени (1906)
- Французский Орден Почётного Легиона, командорской крест (1904)
- Болгарский Орден «Святой Александр» 2-й степени (1899)
- Персидский Орден Льва и Солнца 1-й степени с алмазами (1905)
- Черногорский Орден князя Даниила I 1-й степени (1908)